# Mezoued
Le mezoued (arabe : مزود), mezwed ou chakwa est un instrument à vent traditionnel d'Afrique du Nord répandu généralement en Tunisie, mais il est aussi présent en Algérie et en Libye. Il est par métonymie, une forme de la musique populaire tunisienne. Le magrouna en est la version sans réservoir : une clarinette double qui se rencontre aussi en Égypte.
Le terme est lié à la notion de « double ».

## Instrument
Il s'agit d'une cornemuse traditionnelle répandue en Tunisie, en Algérie et en Libye. Cet instrument se serait diffusé des campements nomades vers les campagnes puis les villes. À l'est de l'Algérie, l'instrument est appelé chakwa.

### Facture
Il est ouvert à partir de la magrouna, composée d'un tuyau mélodique, ou chalumeau (kaffa) double en roseau avec deux anches simples et cinq ou six trous de jeu, décoré au feu et prolongé par deux pavillons en corne de veau.
Il est ensuite relié à un réservoir d'une longueur de 64 centimètres, appelé chekoua ou dhorf, fait de peau de chèvre servant à emmagasiner l'air insufflé par un autre segment de roseau, pour faciliter le jeu.

### Jeu

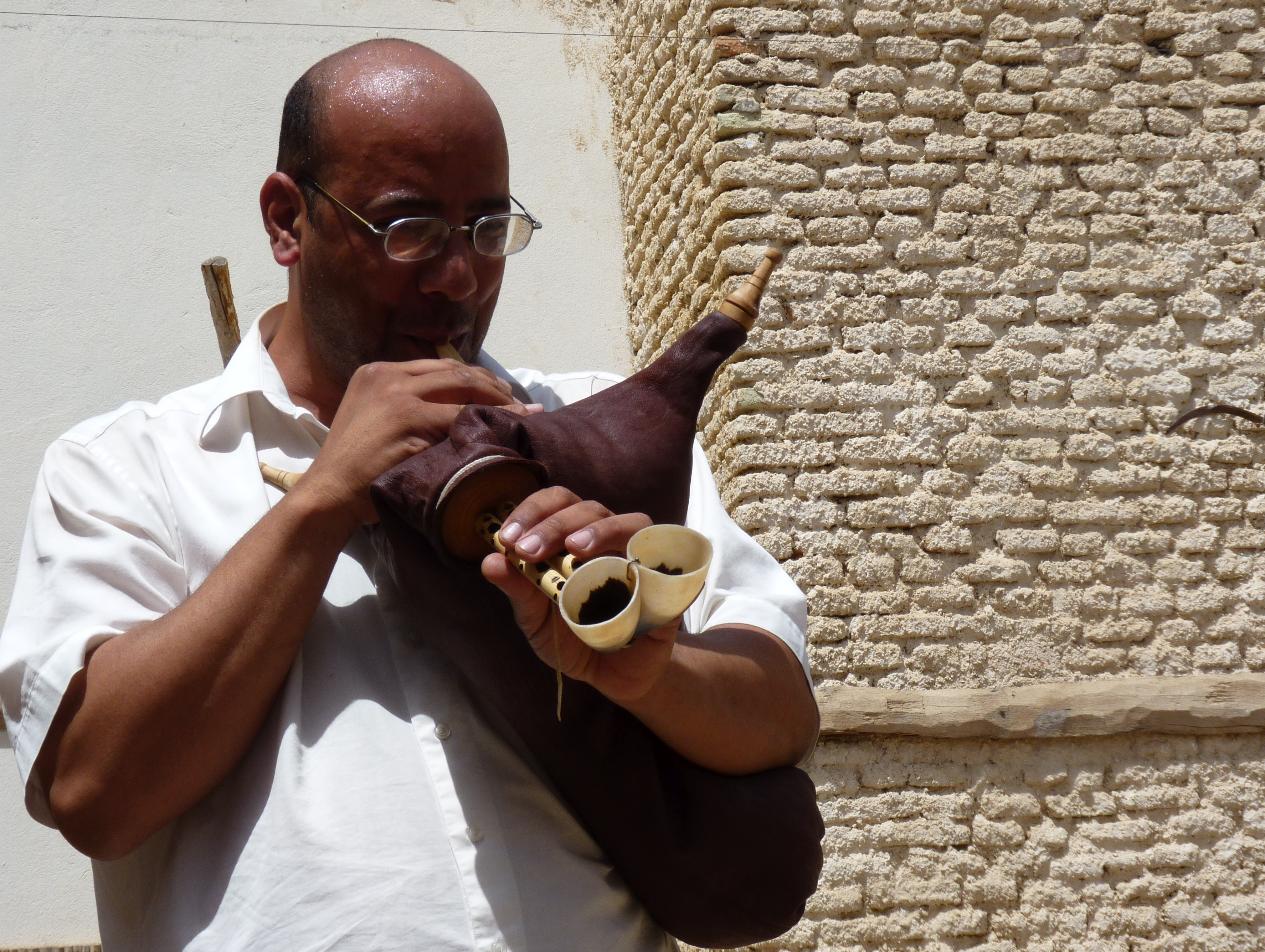
Joueur de mezoued.

C'est le bras de l'instrumentiste qui, ayant insufflé de l'air dans le réservoir qui permet l'obtention d'un son continu et aigu, assure une pression suffisante pour faire sonner les anches : il faut utiliser la respiration circulaire (souffle continu) pour la magrouna portée à la bouche. L'instrumentiste peut altérer les notes et jouer différents modes musicaux en variant la pression de l'air. 
Il se joue généralement accompagné du bendir, du tabl et de la darbouka.

## Forme de musique populaire
Cette forme musicale est accompagnée d'un chanteur s'exprimant en dialecte — et non en arabe littéral comme dans les formes classiques de musique — et souvent accompagné d'un chœur masculin ou féminin.
Le mezoued est longtemps ignoré par les instances culturelles officielles qui valorisent les formes de musique arabe classique au détriment de la musique populaire. Il se diffuse toutefois dans la culture urbaine des couches défavorisées et déracinées par l'exode rural. Il est alors vu comme l'expression d'un mal-vivre et d'une défiance vis-à-vis de la culture dominante, s'inscrivant volontiers contre les codes de la bienséance en adoptant un langage argotique et en traitant de thèmes provocateurs voire grivois ; ses plus sévères critiques associent le mezoued au zendali, réputé comme le chant des taulards. Un peu plus tard, il fait son apparition dans le sud du pays, plus précisément à Djerba, où c'est le chanteur folklorique Hbib Jbali qui s'illustre.
S'il est dans un premier temps quasiment absent des médias (télévision et radio), le mezoued se diffuse toutefois via des cassettes, ce qui le fait connaître et apprécier du grand public, notamment en raison de son aspect festif et de son caractère de culture de masse. Dans le même temps, le mezoued est de plus en plus incorporé au répertoire des plus grands chanteurs comme Hédi Jouini. Au début des années 1990, la fresque musicale et chorégraphique Ennouba, mise en scène par Fadhel Jaziri et Samir Aghrebi, entreprend de le réhabiliter en l'incluant dans le patrimoine musical national. Dans les années 2000, la chaîne de télévision publique Tunisie 7 passe de plus en plus fréquemment du mezoued avec des artistes comme Fatma Boussaha, Hedi Habbouba, Nour Chiba entre autres.

## Artistes
Parmi les nombreux artistes pratiquant le mezoued, on peut citer Samir Loussif, Salah Farzit, Naji Ben Nejma, Hedi Habbouba, Habib Jbali, Lotfi Jormana, Fathi Weld Fajra, Walid Ettounsi, Zaza Show, Achraf Jormana, ou encore Faouzi Ben Gamra.